# Andreas Bausewein

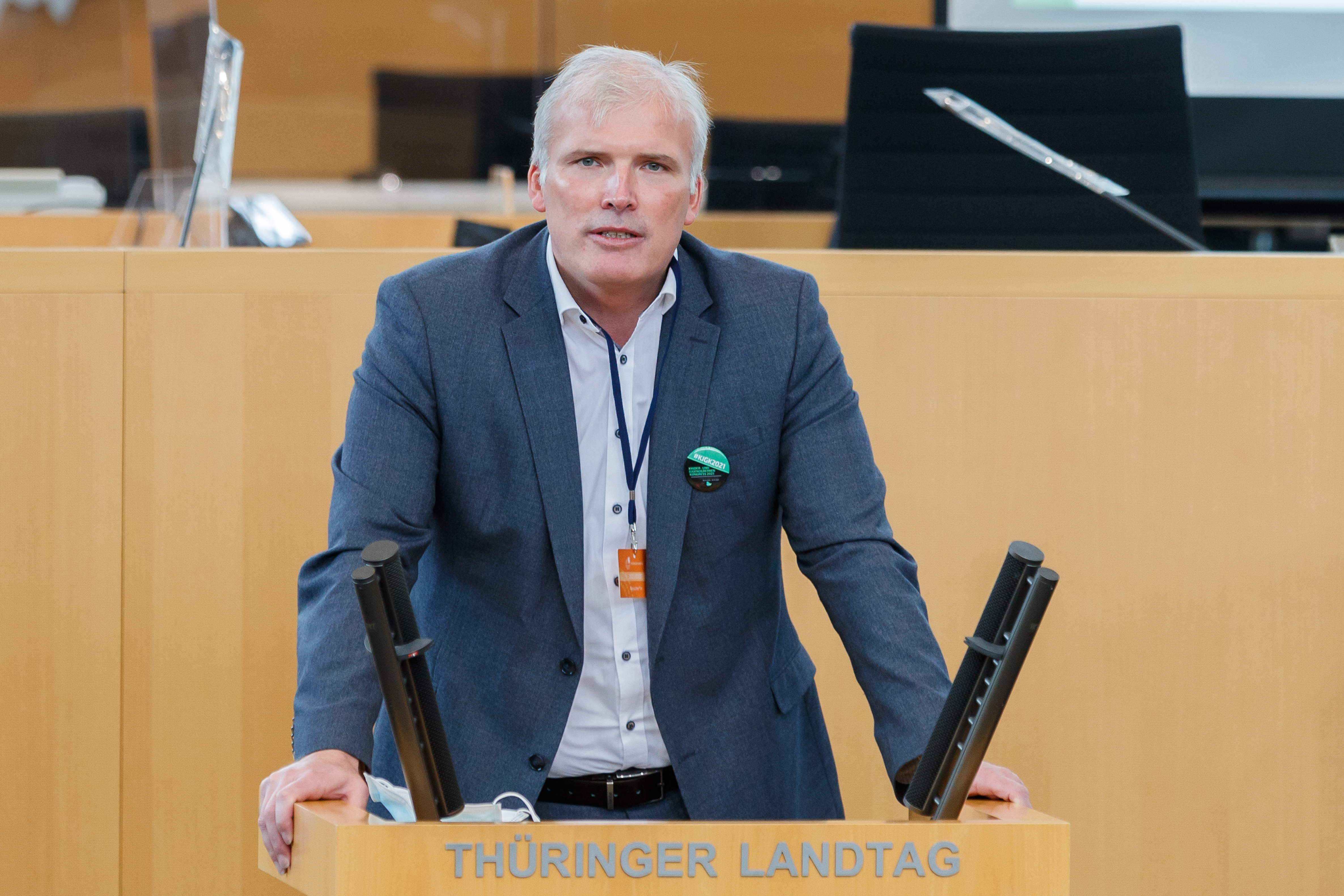
Andreas Bausewein (2021)

Andreas Bausewein (* 5. Mai 1973 in Erfurt, DDR) ist ein deutscher Politiker (SPD). Er war von 2006 bis 2024 Oberbürgermeister von Erfurt und von 2014 bis 2017 Landesvorsitzender der SPD Thüringen. Seit 2025 ist er Staatssekretär für Kommunales im Thüringer Ministerium für Inneres, Kommunales und Landesentwicklung.

## Leben

### Ausbildung und Beruf
Nach seiner Schulzeit an der Polytechnischen Oberschule „Johannes Gutenberg“ in Erfurt absolvierte Bausewein von 1989 bis 1993 eine Berufsausbildung zum Elektroinstallateur. Im Anschluss erwarb er die Fachhochschulreife. Nach dem Zivildienst beim Arbeiter-Samariter-Bund Erfurt wurde er 1995 für ein Jahr Mitarbeiter der SPD-Landtagsfraktion Thüringen. In den Jahren 1995 bis 1999 absolvierte er ein Studium an der Fachhochschule Erfurt und schloss als Diplom-Sozialarbeiter/Sozialpädagoge (FH) ab. Ein Aufbaustudium an der Pädagogischen Hochschule Erfurt/Universität Erfurt schloss er 2002 als Diplom-Pädagoge ab. Von 1996 bis 2002 war er Stipendiat der Hans-Böckler-Stiftung.
In den Jahren 2002 bis 2003 war Bausewein als Sozialpädagoge beim Berufsfortbildungswerk in der Justizvollzugsanstalt Tonna tätig. Danach arbeitete er als Qualifizierungskoordinator beim Deutschen Gewerkschaftsbund Thüringen.

### Politische Arbeit und öffentliche Ämter
1990 trat Bausewein in die SPD ein. Von 1995 bis 2004 war er Landesvorsitzender der Thüringer Jusos. Seit 1994 war er Mitglied im Vorstand der Thüringer SPD. Von 1998 bis 2008 und von 2010 bis 2014 war er stellvertretender Vorsitzender der Landespartei. 2004 bis 2006 war Bausewein Abgeordneter des Thüringer Landtages.
Im Mai 2006 setzte sich Bausewein bei den Oberbürgermeisterwahlen in der Stichwahl bei 30,9 % Wahlbeteiligung mit 60,2 % der Stimmen gegen Dietrich Hagemann (CDU) durch.
Bei der Neuwahl des SPD-Landesvorstands am 7. Juni 2008 wurde Bausewein nicht wiedergewählt. Ausschlaggebend hierfür war, dass er im parteiinternen Ringen zwischen dem Landesvorsitzenden Christoph Matschie und seinem Vorgänger Richard Dewes für letzteren und dessen Position, nach der Landtagswahl 2009 gegebenenfalls auch dann eine Koalition mit der Linkspartei zu bilden, wenn die SPD nicht den Ministerpräsidenten stellen sollte, Partei ergriffen hatte. Beim Landesparteitag am 6. März 2010 wurde Bausewein aber mit 57 Prozent Ja-Stimmen zum zweiten Mal zu einem der vier stellvertretenden Vorsitzenden des Landesparteichefs Matschie gewählt, wobei Bausewein das schlechteste Ergebnis der Bewerber für den stellvertretenden Landesvorsitz erzielte.
Als Oberbürgermeister hat er sich unter anderem für den später vom Stadtrat beschlossenen und in der Erfurter Bevölkerung umstrittenen Abbruch des als Kulturdenkmal ausgewiesenen Nordbad-Eingangsgebäudes eingesetzt.
Bei der Kommunalwahl 2012 wurde Bausewein mit 59,2 % der abgegebenen Wählerstimmen (Wahlbeteiligung: 43,9 %) bereits im ersten Wahlgang in seinem Amt bestätigt. Sein stärkster Gegenkandidat, Michael Panse (CDU), erreichte lediglich 14,9 %.
Nach der Landtagswahl in Thüringen 2014 trat er die Nachfolge von Christoph Matschie als Thüringer Landesvorsitzender der SPD an. Auf dem Landesparteitag in Erfurt erhielt er am 25. Oktober 2014 ohne Gegenkandidaten 89,7 Prozent der Stimmen.
In seiner Funktion als Oberbürgermeister von Erfurt veröffentlichte Andreas Bausewein am 25. August 2015 einen Offenen Brief an Bundeskanzlerin Angela Merkel und Thüringens Ministerpräsidenten Bodo Ramelow zum Thema Asylrecht in Deutschland. Für eine breite Diskussion in überregionalen Medien sorgte insbesondere sein Vorschlag, die Schulpflicht für Kinder aus Familien mit schwebendem Asylverfahren oder unklarem Aufenthaltsstatus auszusetzen. Der Vorschlag wurde auch innerhalb der SPD heftig kritisiert.
Im Oktober 2017 gab Bausewein bekannt, dass er zur Landtagswahl 2019 in Thüringen nicht als Spitzenkandidat antreten wird. Stattdessen schlug er Georg Maier für diese Aufgabe vor. Ende Dezember 2017 gab er seinen Rücktritt als Landesvorsitzender bekannt.
Bei der Kommunalwahl 2018 konnte Bausewein sein Amt als Oberbürgermeister in der Stichwahl verteidigen. Mit 30,4 % der Stimmen im ersten Wahlgang qualifizierte er sich und gewann mit 58,5 % der Stimmen im zweiten Wahlgang gegen die Herausforderin Marion Walsmann von der CDU. Bei der Kommunalwahl 2024 zog er mit 22,7 % als Zweiter in die Stichwahl ein. Diese verlor er am 9. Juni 2024 mit 35,8 % deutlich gegen den Herausforderer Andreas Horn von der CDU, der 61,4 % erhielt.
Nach der Bildung des Kabinetts Voigt wurde Bausewein am 30. Januar 2025 zum Staatssekretär für Kommunales im von Georg Maier geleiteten Thüringer Ministerium für Inneres, Kommunales und Landesentwicklung ernannt.

### Privates
Bausewein war verheiratet mit Sysann Bausewein und hat drei Kinder.